# Kenda Hmeidan
Kenda Hmeidan (* 13. September 1992 in Damaskus) ist eine in Deutschland lebende syrische Schauspielerin und Hörspielsprecherin.

## Leben und Karriere
Kenda Hmeidan wurde in Syrien geboren und schloss im Jahr 2015 ein Schauspielstudium an der renommierten Hochschule für Darstellende Künste (HIDA) in Damaskus ab. In ihrer Heimat sowie in Beirut erschien sie in zahlreichen Stücken und absolvierte Workshops des theater laboratory in Damaskus. Nach ihrem Abschluss konnte sie sich nicht vorstellen, in Syrien zu bleiben und übersiedelte nach Deutschland.
Hmeidan gehörte dem Exil Ensemble des Maxim Gorki Theaters in Berlin an und war von 2016 bis 2024 festes Ensemblemitglied am Schauspielhaus. Dort arbeitete sie mit Regisseuren wie Oliver Frljić, Sebastian Nübling und Yael Ronen zusammen. Auf Grundlage eines Buches der syrischen Autorin Rasha Abbas entwickelte Hmeidan in dieser Zeit auch das Stück Eine Zusammenfassung von allem, was war (2022).
Kritikern fiel sie durch ihre schauspielerischen Leistungen in dem ZDF-Fernsehmehrteiler Liberame – Nach dem Sturm (2022) und dem Kinofilm Tage mit Naadirah (2021/24) von Josephine Frydetzkis auf. Es folgte die Hauptrolle der Rashida York in Burhan Qurbanis Kinofilm Kein Tier. So Wild. (2025) an der Seite von Verena Altenberger und Hiam Abbass. Das in Berlin-Neukölln angesiedeltes Krimidrama, frei nach Motiven des Shakespeare-Stücks Richard III. inszeniert, wurde im Rahmen der 75. Berlinale uraufgeführt.
Kenda Hmeidan lebt seit 2016 in Berlin. Sie schätze die Stadt wegen ihrer großen syrischen Community, so Hmeidan gegenüber der Süddeutschen Zeitung. Neben ihrer Muttersprache Arabisch spricht sie Deutsch und Englisch fließend.

## Filmografie
- 2021/24: Tage mit Naadirah
- 2022: Liberame – Nach dem Sturm (Miniserie)
- 2025: Das Licht
- 2025: Kein Tier. So Wild.

## Hörspiele (Auswahl)
- 2018: Leyla Rabih, Mohammed al Attar: Mein fremdes Land – Regie: Anouschka Trocker (Original-Hörspiel – RBB)
- 2018: Daniela Herzberg: Home Care (Souad) – Regie: Daniela Herzberg (Originalhörspiel – RBB)
- 2019: Swoosh Lieu: Who moves?! Eine mehrspurige Montage der Beweggründe – Regie: Katharina Pelosi, Rosa Wernecke (Originalhörspiel, Montage – NDR/DLR)
- 2022: Serotonin: Sauerei (Zwei- und vierteilige Fassung) (Aktivistin) – Regie: Serotonin (Originalhörspiel – DLR)

Quelle: ARD-Hörspieldatenbank

## Theaterstücke (Auswahl)
Übernommene Schauspielrollen am Maxim Gorki Theater:
- 2018: Elizaveta Bam – Regie: Christian Weise
- 2019: Die Hamletmaschine – Regie: Sebastian Nübling
- 2020: Hamlet – Regie: Christian Weise
- 2022: Dantons Tod / Iphigenie – Regie: Oliver Frljić
- 2022: Mutter Courage und ihre Kinder – Regie: Oliver Frljić
- 2022: Eine Zusammenfassung von allem, was war – Regie: Sebastian Nübling
- 2023: Amerika – Regie: Sebastian Baumgarten